# Cassius Marcellus Coolidge
Cassius Marcellus Coolidge (Antwerp, 18 settembre 1844 – New York, 13 gennaio 1934) è stato un pittore statunitense, principalmente conosciuto per i suoi diciotto dipinti sui Cani che giocano a poker.

## Biografia

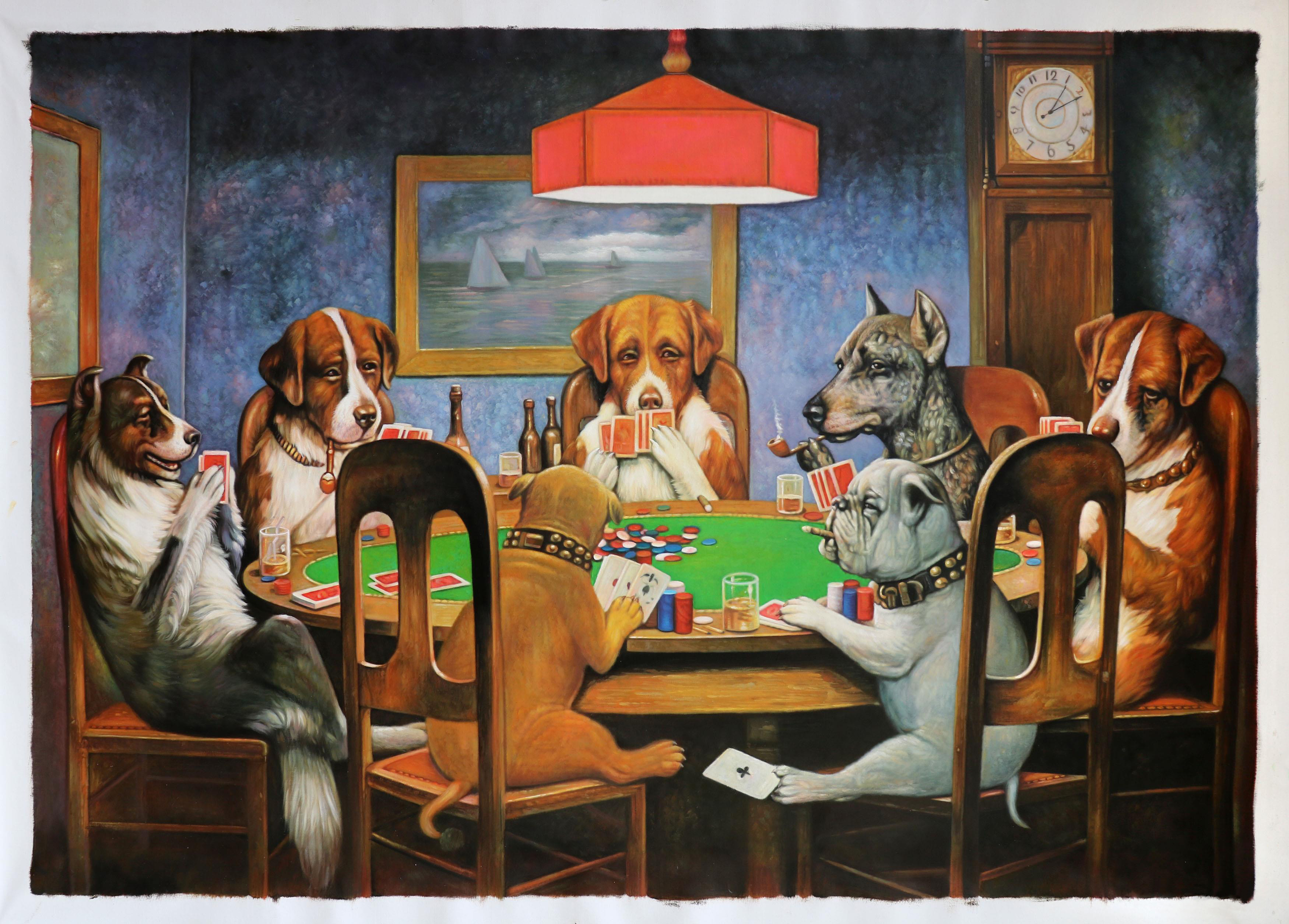
A Friend in Need, 1903

Figlio di agricoltori quaccheri, Coolidge nacque nel 1844 ad Antwerp, nel nord dello stato di New York. Dopo essere stato cresciuto in una fattoria Philadelphia (New York), si allontanò dai genitori negli anni sessanta. Si formò artisticamente nella città di New York; tra il 1868 e il 1872 lavorò come droghiere e pittore di insegne, fondò una banca e un giornale. A vent'anni lavorò come disegnatore di fumetti per il giornale locale. A Coolidge è attribuita l'invenzione di una particolare tecnica (da lui brevettata nel 1874) consistente nel far reggere al modello una caricatura del suo corpo, disegnata o dipinta dallo stesso Coolidge, da frapporre tra il modello e il fotografo. Per molti aspetti, tale espediente richiama i cartonati umoristici nei quali inserire il volto utilizzati in certi contesti turistici. Trasferitosi a Rochester, iniziò a dipingere cani che svolgono delle attività umane di sorta. Tra questi si segnalano i suoi cani che giocano a poker, ovvero Poker Game del 1894, una serie di sedici dipinti del 1903, nove dei quali destinati alla società pubblicitaria Brown & Bigelow, e Looks Like Four of a Kind del 1910. Molti anni dopo, il 15 febbraio 2005, due di queste tele, intitolati A Bold Bluff e Waterloo, verranno vendute per 590.400 dollari. Coolidge morì il 13 gennaio 1934 a Staten Island. Venne sepolto nell'Hillside Cemetery di Antwerp.